# Athénaïs Clément
Athénaïs Clément (* 9. August 1869 in Romont; † 6. Februar 1935 in Freiburg) begründete Kinderkrippen, Pflegerinnen- und Haushaltungsschulen und setzte sich für den Bau von Sozialwohnungen ein.

## Biografie
Athénaïs Clément wuchs in einer kleinbürgerlichen, katholischen Familie in Romont auf. Im Alter von drei Jahren starb ihr Vater, der Gerichtspräsident des Glâne-Bezirks Georges Clément. Um die Familie ernähren zu können, bildete sich die Mutter weiter und trat eine Stelle bei der Post in Freiburg an. Die Familie zog in die Hauptstadt. Als junge Frau sah sich Athénaïs Clément verpflichtet, ihrer Mutter bei der täglichen Arbeit und in finanzieller Hinsicht zu helfen. 1885 schaffte sie das Lehrdiplom «für das Ausland», wie der Zusatz damals lautete. Damit konnte sie entweder im Ausland unterrichten oder bei einer Patrizierfamilie im Kanton als Hauslehrerin tätig sein. Mit 17 Jahren begann sie ihre erfolgreiche Laufbahn als Hauslehrerin in den vornehmsten Patrizierfamilien des Kantons. Dank ihres guten Rufs bei einflussreichen Familien konnte sie bald eine feste Stelle an der Sekundarschule für Mädchen antreten. Mit 27 Jahren erkrankte sie an Tuberkulose. Deshalb musste sie für mehrere Monate ins Sanatorium. Sie realisierte, dass ihr der Beruf als Lehrerin aus gesundheitlichen Gründen verwehrt bleiben würde, weil die Ansteckungsgefahr für die Schüler zu riskant gewesen wäre.
Sie orientierte sich neu: Die Wohltätigkeit war damals ein Tätigkeitsfeld, das den Frauen offenstand. Schon im Sanatorium organisierte Clément Freizeitaktivitäten für die jüngeren Angestellten. Dank ihrer guten Beziehungen zu einflussreichen Patrizierfamilien und ihrer Nähe zu ihrem wie sie ledigen Bruder Gustave Clément, der sich inzwischen zum anerkannten Arzt und geschätzten Politiker emporgearbeitet hatte, fühlte sie sich nach ihrem Sanatoriumsaufenthalt imstande, für verschiedene Probleme Lösungen zu finden. Sie fokussierte ihr soziales Engagement auf Mädchen, ledige Mütter, arme Familien und Kleinkinder. Entgegen dem damals europaweit verbreiteten Glauben, man könne soziale Probleme durch die Sterilisation der «Unfähigen» zumindest lindern, kämpfte sie und ihr Bruder gegen die Sterilisation. Angesichts der Schwierigkeiten von ledigen oder verwitweten Müttern in Freiburg, die als Tagelöhnerinnen ihre Kleinen dem Wohlwollen oder Zufall der Nachbarn überlassen mussten, organisierte sie mit Freiwilligen eine Kinderkrippe auf der Oberen Matte in der Nähe der St. Johann-Brücke in Freiburg. Aber auf die Dauer funktionierte das mit Freiwilligen nicht. Deshalb gründete sie eine Gesellschaft, mit deren Unterstützung die Kinderkrippe der Au gebaut wurde und deren Führung die Soeurs de la Retrait übernahmen. Sie engagierte sich ausserdem für das Hilfswerk «Internationale Gemeinschaft zum Schutz der weiblichen Jugend» (französisch: «Protection de la jeune fille») von Louise de Reynold de Pérolles, das 1896 in Freiburg gegründet wurde und von nationaler, später von internationaler Tragweite war. 1912 wurde sie am internationalen Kongress in Turin als Vize-Präsidentin gewählt. Dieses Amt nahm sie pflichtbewusst und mit beständigem Interesse bis zu ihrem Tod wahr. Sie beteiligte sich an der Vorbereitung und Gründung des schweizerischen katholischen Frauenbundes. Mlle Clément gehörte dem provisorischen, dann dem Zentralkomitee an und förderte die Gründung eines Regionalverbands für die Westschweiz.
Als sich im Beauregard-Quartier zahlreiche Arbeiterfamilien niedergelassen hatten, gründete sie dort 1923 eine Kinderkrippe, welche von Vizentinerinnen geführt wurde. In Broc organisierte sie auf Wunsch der Schokoladefabrik ein Heim für junge Arbeiterinnen, deren Führung die Ingenbohler Schwestern übernahmen. Cléments Name ist auch eng verknüpft mit der Gründung der Haushaltsschule am Lehrerseminar, das Mme de Gottrau de Watteville 1897–1898 an der Murtengasse in Freiburg einrichten liess. Die Ursulinerinnen leiteten die Haushaltschule. Auf die Initiative von Clément geht auch die Gründung des «Château des bois» aus eigenen Mitteln der Barmherzigen Schwestern von Karl Borromäus in Belfaux zurück. In diesem Heim kümmerten sich die Schwestern um Ledige, die diskret und in Sicherheit gebären und sich anschliessend ihrem Säugling widmen konnten. Später wurde diesem Werk ein Institut angefügt, in dem die grösseren Kinder unterrichtet wurden. Auch für die Gründung und Organisation der Schule für Krankenschwestern, die von den Josefschwestern von Lyon geführt wurde, spielte Clément eine aktive Rolle. Während des Ersten Weltkrieges kümmerte sie sich um Verletzte und im Einvernehmen mit Königin Elisabeth, der belgischen Gesandtschaft und der Rockefeller-Stiftung um die Betreuung von über 400 belgischen Flüchtlingskindern. Sie baute Kinderlager unter anderen im Quintzet, in Üebewil und dem Schloss Vaulruz auf; sie trieb Lebensmittel und Kleider für die Kinder auf, sorgte für Unterricht und Berufslehren. Später initiierte sie ein Werk für Frauen in Not im Schloss Corbières, das zuerst von Franziskanerinnen, später von den Schwestern vom Guten Hirten geführt wurde. Die Schwestern vom Guten Hirten verlegten das Werk in den Herrensitz in Üebewil, den sie zu diesem Zweck erworben hatten. Das Schloss Corbières stellte die Familie Clément einer Benediktinergruppe zur Verfügung. So entstand das Foyer Saint-Benoît. Auch das Foyer Sainte-Elisabeth in der Botzetstrasse in Freiburg ist Cléments Initiative zu verdanken. 1913 gründete sie ein Wohltätigkeitsbüro zur Koordination der Hilfswerke. Clément setzte sich auch für den sozialen Wohnungsbau ein. Verwahrloste Häuser in der Unterstadt wurden gekauft, instandgestellt und günstig wenn möglich an kinderreiche Familien vermietet.

## Neue Frauenrolle

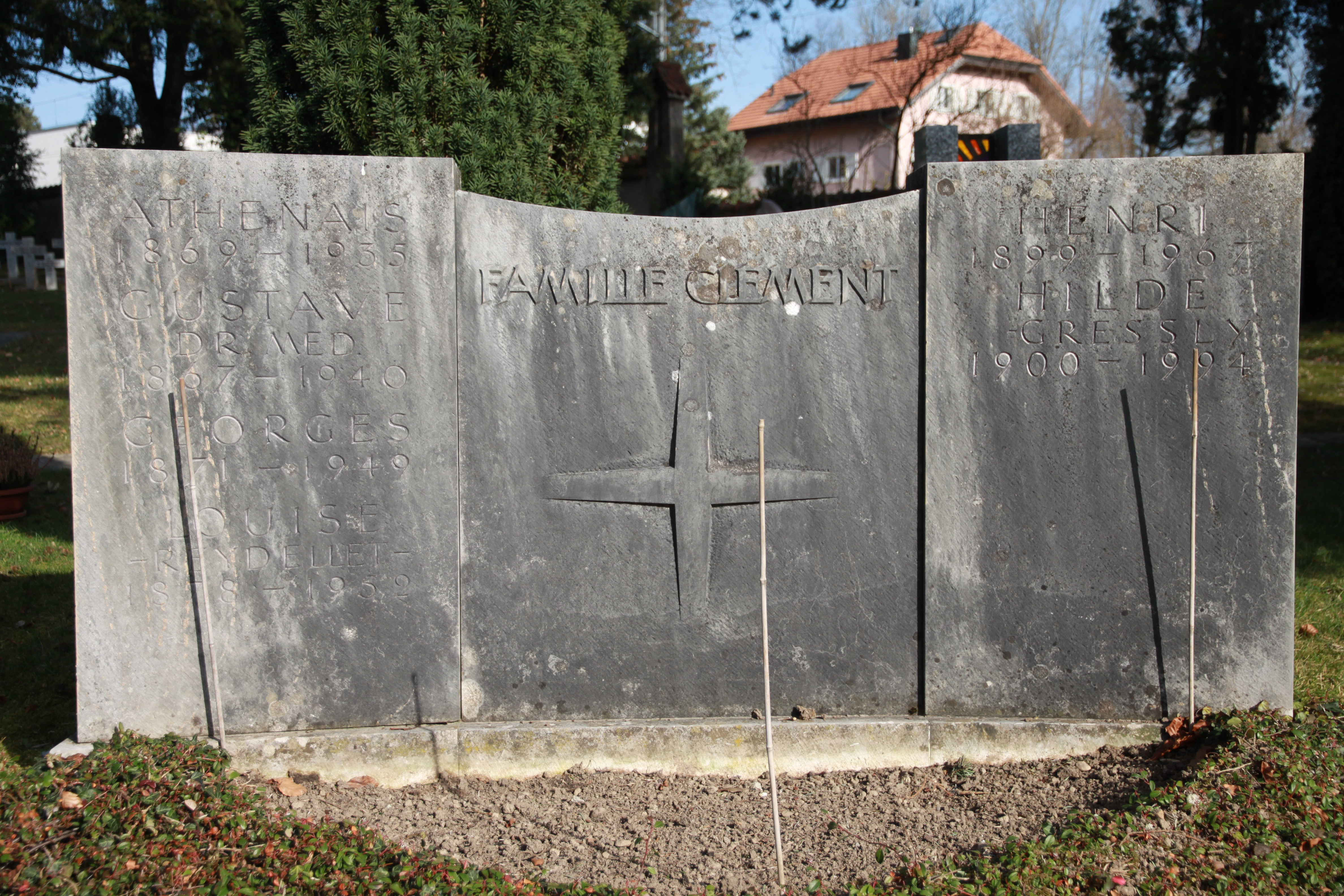
Grabstein der Familie Clément auf dem Friedhof Saint-Léonard in Freiburg

Athénaïs Clément blieb wie ihr Bruder ledig. Für diese Lebensführung sieht die Historikerin Anne-Françoise Praz mehrere Gründe: Erstens wurde Athénaïs und ihr Bruder von einer Witwe allein erzogen. Ihre Mutter, die ausser Haus einem Broterwerb nachgehen musste, war finanziell auf sich allein gestellt und für Athénaïs ein Vorbild. Die Rolle als finanziell eigenständige Frau gehörte damals noch nicht zum gewohnten Frauenbild. Zweitens wurde Athénaïs Clément zuerst Lehrerin. Nach damaligem Gesetz mussten junge Lehrerinnen von ihrer Stelle an öffentlichen Schulen zurücktreten, sobald sie heirateten. Denn man wollte keine Doppelverdiener. Das mag dazu beigetragen haben, dass Clément zumindest in dieser Zeit auf eine Heirat zugunsten ihres Berufs verzichtete. Als ihre Lehrtätigkeit krankheitsbedingt nicht mehr in Frage kam, wurde sie dermassen von Arbeit, Anfragen, Bitten eingenommen, dass sie kaum Zeit für sich selber fand.
Athénaïs Clément verkörperte auf ausserordentliche Weise hochgelobte weibliche Eigenschaften ihrer Zeit: Hingabe, Selbstlosigkeit und Opferbereitschaft. Mit verschiedenen Tätigkeiten hat sie darüber hinaus aber auch die Emanzipation der Frau angestossen, beispielhaft etwa ihr Einsatz als Administratorin des Institut des Hautes Etudes, dessen Ziel es war, junge Frauen auf ein Universitätsstudium vorzubereiten.

## Würdigung

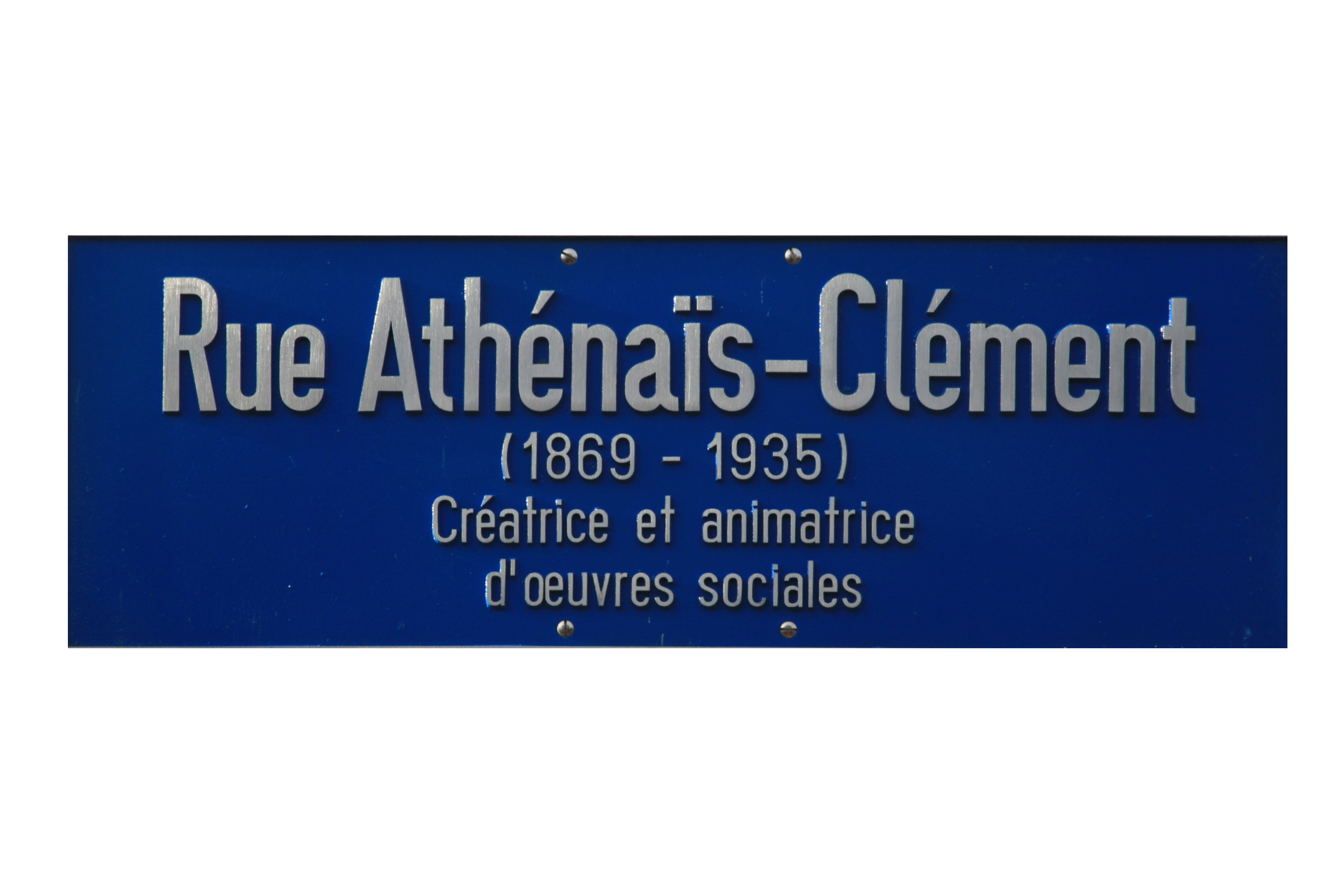
Strasse zu Ehren von Athénaïs Clément in Freiburg i. Üe.

Für ihr Engagement während des Krieges für die Verletzten und die belgischen Flüchtlingskinder wurde Clément mit dem belgischen Elisabethen- und dem Leopoldsorden geehrt. Und für ihre Verdienste im Zusammenhang mit dem Sekretariat der Internationalen Gemeinschaft zum Schutz der weiblichen Jugend erhielt sie die Medaille reconnaissance française und Papst Pius X verlieh ihr die Benemerenti-Medaille. Die Stadt Freiburg zeichnete sie und ihren Bruder Gustav Clément als Ehrenbürger der Stadt Freiburg i. Üe. aus. Seit 1997 erinnert eine nach ihr benannte Strasse im Schönbergquartiert an die talentierte, sozial engagierte Organisatorin.